# Czarny legion
Czarny legion (ang. Black Legion) – amerykański film z 1937 roku w reżyserii Archie Mayo oraz Michaela Curtiza.

## Obsada
- Humphrey Bogart jako Frank Taylor
- Dick Foran jako Ed Jackson
- Erin O'Brien-Moore jako Ruth Taylor
- Ann Sheridan jako  Betty Grogan
- Helen Flint jako Pearl Danvers
- Joseph Sawyer jako Cliff Moore
- Clifford Soubier jako Mike Grogan
- Alonzo Price jako Alf Hargrave
- Paul Harvey jako Billings
- Dick Jones jako Buddy Taylor
- Samuel Hinds jako sędzia
- Addison Richards jako prokurator
- Eddie Acuff jako Metcalf
- Dorothy Vaughan jako pani Grogan
- John Litel jako Tommy Smith
- Henry Brandon jako Joe Dombrowski

## Nagrody i nominacje
| Nazwa nagrody | Wygrane            | Nominacje                                                      |
| ------------- | ------------------ | -------------------------------------------------------------- |
| Oscar         | 1938 bez rezultatu | 1938 Najlepsze oryginalne materiały do scenariusza Robert Lord |